# Thalassoma

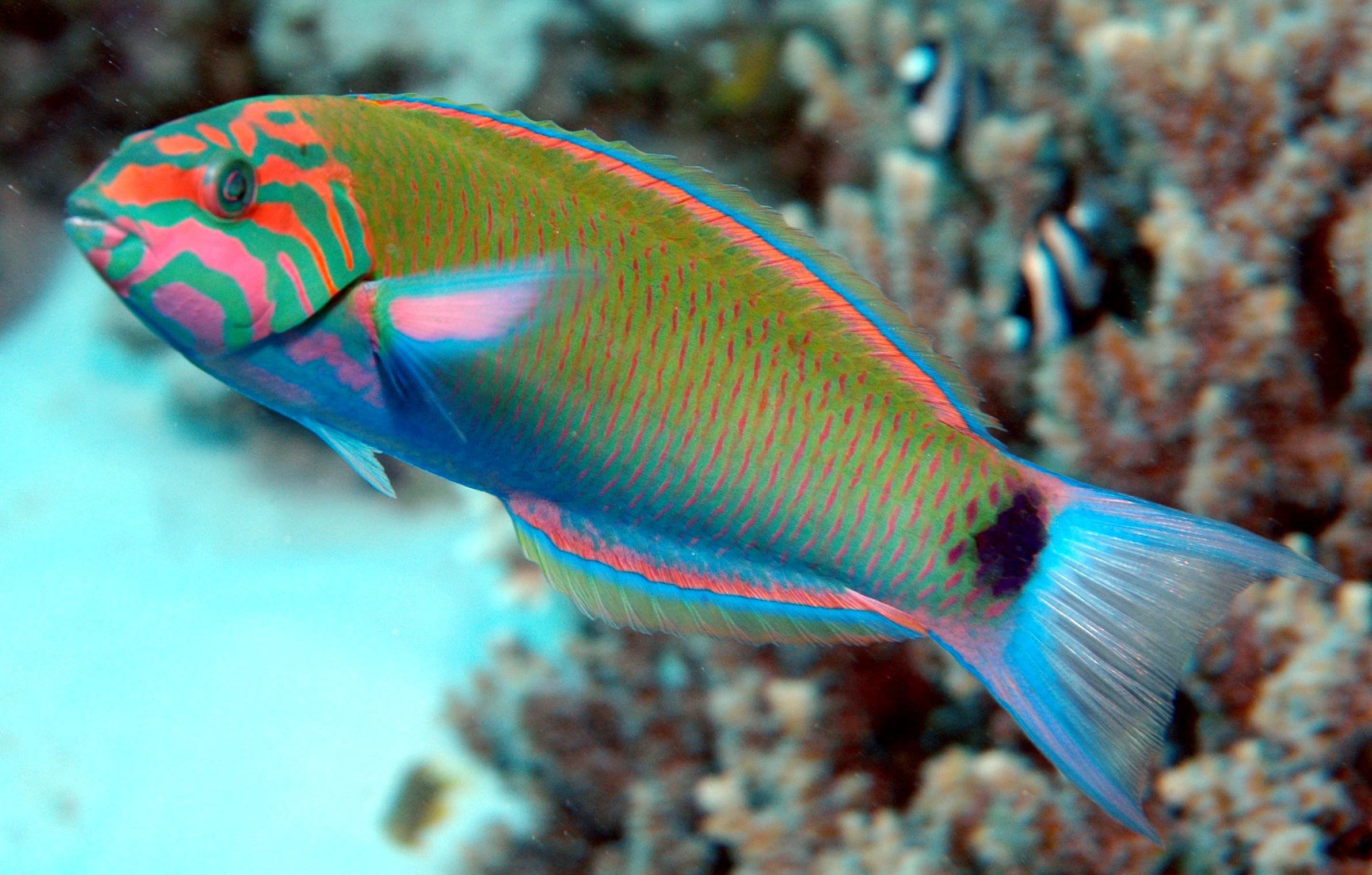
T. lunare

Thalassoma Swainson, 1839 è un genere di pesci marini appartenenti alla famiglia Labridae.

## Etimologia
Il nome scientifico del genere si compone delle parole greche thalassa -mare e soma -corpo, e significa corpo dal colore del mare, indicando il colore dominante in questi pesci, un azzurro intenso.

## Tassonomia
- Thalassoma amblycephalum (Bleeker, 1856)
- Thalassoma ascensionis (Quoy et Gaimard, 1834)
- Thalassoma ballieui (Vaillant et Sauvage, 1875)
- Thalassoma bifasciatum (Bloch, 1791)
- Thalassoma cupido (Temminck et Schlegel, 1845)
- Thalassoma duperrey (Quoy et Gaimard, 1824)
- Thalassoma genivittatum (Valenciennes in Cuvier et Valenciennes, 1839)
- Thalassoma grammaticum Gilbert, 1890
- Thalassoma hardwicke (Bennett, 1830)
- Thalassoma hebraicum (Lacépède, 1801)
- Thalassoma heiseri Randall et Edwards, 1984
- Thalassoma jansenii (Bleeker, 1856)
- Thalassoma loxum Randall et Mee, 1994
- Thalassoma lucasanum (Gill, 1862)
- Thalassoma lunare (Linnaeus, 1758)
- Thalassoma lutescens (Lay et Bennett, 1839)
- Thalassoma newtoni (Osório, 1891)
- Thalassoma nigrofasciatum Randall, 2003
- Thalassoma noronhanum (Boulenger, 1890)
- Thalassoma pavo (Linnaeus, 1758)
- Thalassoma purpureum (Forsskål, 1775)
- Thalassoma quinquevittatum (Lay et Bennett, 1839)
- Thalassoma robertsoni Allen, 1995
- Thalassoma rueppellii (Klunzinger, 1871)
- Thalassoma sanctaehelenae (Valenciennes in Cuvier et Valenciennes, 1839)
- Thalassoma septemfasciata Scott, 1959
- Thalassoma trilobatum (Lacépède, 1801)
- Thalassoma virens Gilbert, 1890